# (459883) 2007 EB26
(459883) 2007 EB26 est un astéroïde de la ceinture principale, classé par erreur au moment de sa découverte comme astéroïde apohele.

## Détermination incorrecte de l'orbite
Il a été classé au moment de sa découverte en mars 2007 par le Mount Lemmon Survey comme l'un des objets dont l'orbite est la plus proche du Soleil, ceux du groupe Atira nommé d'après le premier objet de ce type. Il avait le deuxième plus petit demi-grand axe (0,55 ua) de tous les objets connus en orbite autour du Soleil, après Mercure (à l'époque de la découverte).

## Désignation provisoire
Le JPL admet 2 désignations provisoires 
L'objet peut donc s'écrire :
- (459883) 2014 JX55
- (459883) 2007 EB26)